# نظرية المنظومات العالمية

خريطة لبلدان العالم تبعًا للحالة التجارية لكل منها في أواخر القرن العشرين باستخدام تمايز المنظومة العالمية مقسمةً إلى بلدان جوهرية (بالأزرق)، وبلدان شبه هامشية (بالأرجواني)، وبلدان هامشية (بالأحمر).

نظرية المنظومات العالمية (بالإنجليزية: World–systems theory)‏ (المعروفة أيضًا باسم تحليل المنظومات العالمية أو منظور المنظومات العالمية) هي نهج متعدد التخصصات واسع النطاق لتاريخ العالم والتغير الاجتماعي يركز على المنظومة العالمية (وليس الدول القومية) باعتبارها الوحدة الأولية (ولكن ليست الحصرية) للتحليل الاجتماعي. تدرس النظرية تطور منظومات الاجتماعات ويعتبر مؤيدو تلك النظرية أن الدراسة لتطور مجتمع واحد غير كافية للفهم الحقيقي لذلك التطور. ومن مؤسسي هذه النظرية سمير أمين وأندريه غوندر فرانك وإمانوئيل واليرستاين.
وحسب رأي أندرية غوندير فرانك ظهرت المنظومة العالمية (the World System) في الشرق الأوسط في حوالي سنة 3000 قبل الميلاد. ويعتقد بعض الباحثين الآخرين أنها نشأت قبل ذلك بعدة آلاف سنة. وبعد ذلك اتسعت عبر عدة مراحل وفي القرن التاسع عشر ضمت العالم كله.
فهناك معطيات كثيرة تدلّ إلی الانتشار المتواصل للاختراعات التكنولوجية الكبری (النباتات الزراعية مثل القمح والشعير، والحيوانات الداجنة مثل البقر والخروف والماعز والحصان، والمعدات المهمة مثل المحراث أو العجلة، والمعادن مثل النحاس والبرونز والحديد، الخ) أثناء عدة آلاف سنة قبل الميلاد في كل الحزام الهائل من المجتمعات الممتدّ من المحيط الأطلسي إلی المحيط الهادئ. ونتيجةً لعمليات الانتشار هذه من المستحيل أن نقول إنّ تطوّر كل مجتمع في هذا الجزء من العالم كان تطوّراً مستقلا بالفعل. وفي نهاية الألفيّة الأولی قبل الميلاد نستطيع أن نشاهد حزاماً من الحضارات ممتدّاً من المحيط الأطلسي إلی المحيط الهادئ محتوياً علی أفريقيا الشمالية وأوروبا الجنوبية وأوروبا الغربية وآسيا الغربية وآسيا الوسطی وآسيا الجنوبية وآسيا الشرقية، ولكل حضارات تلك الحزام الهائل مستوی متشابه جدّاً من التعقيد الثقافي (cultural complexity) فكلها تتّصف بالزراعة المكثّفة للحبوب، وتربية الأبقار والخراف والماعز، واستخدام المحراث وميتالورجيا الحديد ووسائل نقل ذات عجلات، وجيوش مُدرّبة منظّمة، مسلَّحة بأسلحة متشابهة جدّاً، وأهمّيّة الفرسان والدواوينية والفلسفات المتطوّرة الدارسة المسائل المتشابهة الخ (ومن الممكن مواصلة هذه القائمة علی صفحات عديدة). وقبل ذلك بعدّة آلاف سنة وُجد حزام آخر متكوّن من مجتمعات ذات مستوی متشابه جدّاً وامتدّ ذلك الحزام من البلقان إلی حدود نهر السند. والجدير بالذكر أنّه في الحالتين كلتيهما احتوی الحزامان علی الجزء الأكبر من سكّان العالم فلذلك يمكن وصف ايهما كالمنظومة العالمية.
يشير مصطلح «المنظومة العالمية» إلى التقسيم الإقليمي والعابر للحدود الوطنية للعمل، والذي يقسم بدوره العالم إلى دول متقدمة ودول شبه هامشية ودول هامشية. تركز الدول المتقدمة على عمليات الإنتاج التي تتطلب مهارات عالية ورؤوس أموال ضخمة، بينما تركز بقية دول العالم على عمليات إنتاج تتطلب مهارات منخفضة وعمالة ضخمة واستخراج المواد الخام، ما يعزز باستمرار هيمنة الدول المتقدمة. تتمتع المنظومة رغم ذلك بخصائص ديناميكية نتيجةً لثورات تكنولوجيا النقل بصورة جزئية، ويمكن لفرادى الدول بمرور الوقت أن تكتسب أو تفقد حالتها التقدمية (أو شبه الهامشية أو الهامشية). إن هيكل المنظومة هذه موحد عبر تقسيم العمل، وهي نظام اقتصاد عالمي متأصل في الاقتصاد الرأسمالي. هيمنت بعض الدول على العالم لفترة وجيزة؛ خلال القرون القليلة الماضية ومع توسع المنظومة العالمية جغرافيًا واقتصاديًا بشكل مكثف، تنّقل هذا الوضع من هولندا إلى المملكة المتحدة ثم إلى الولايات المتحدة (في الآونة الأخيرة).
اختُبرت نظرية المنظومات العالمية من قبل العديد من المنظّرين السياسيين وعلماء الاجتماع لتفسير أسباب نهضة وسقوط الأمم وعدم المساواة في الدخل والاضطرابات الاجتماعية والإمبريالية.

## نبذة تاريخية
طوّر إيمانويل واليرستاين النسخة الأكثر شهرةً من تحليل المنظومات العالمية في مطلع السبعينيات، وتتبع نشأة الاقتصاد العالمي الرأسمالي من القرن السادس عشر «الطويل» (نحو 1450–1640). كان ظهور الرأسمالية في رأيه نتيجة عرضية لأزمة الإقطاع الطويلة (نحو 1290–1450). استغلت أوروبا (الغرب) أفضليتها وسيطرت على معظم الاقتصاد العالمي وترأست تنمية وانتشار التحول الصناعي والاقتصاد الرأسمالي، ما أدى بشكل غير مباشر إلى تنمية متفاوتة (تفاوت اقتصادي).
رغم إشارة المعلقين الآخرين إلى مشروع واليرستاين على أنه «نظرية» المنظومات العالمية، بيد أنه يرفض باستمرار هذا المصطلح. بالنسبة إلى واليرستاين، يُعتبر تحليل المنظومات العالمية بمثابة أسلوب تحليل يهدف إلى تجاوز هياكل المعرفة الموروثة من القرن التاسع عشر، بالأخص تعريف الرأسمالية والتقسيمات داخل العلوم الاجتماعية وتلك المشتركة بين العلوم الاجتماعية والتاريخ. إذن بحسب واليرستاين، تحليل المنظومات العالمية هو «حركة معرفية» تسعى إلى تمييز «مجمل ما جرى عرضه تحت مسميّات... العلوم الإنسانية وما بعدها طبعًا». يصرّ واليرستاين على أنه «علينا أن نبتكر لغة جديدة» لتجاوز أوهام «المجالات الثلاث المفترض أنها خُصُوصِيّة وفارِقة» المتمثلة بالمجتمع والاقتصاد والسياسة. يرتكز الهيكل الثلاثي للمعرفة على بنية أخرى معاصرة وأعظم حتّى، المتمثلة بالعوالم الفيزيائية الحيوية (بما في ذلك تلك الموجودة داخل البُنى الاجتماعية منها): «وعليه يكمن السؤال الوحيد فيما إذا كنا سنكون قادرين على تبرير شيء تحت مسمى العلوم الاجتماعية في القرن الحادي والعشرين باعتباره مجالًا منفصلاً للمعرفة». ساهم كثير من العلماء الباحثين الآخرين بأعمال مهمة لصالح هذه «الحركة المعرفية».

## الأصل

### العوامل المؤثرة والمفكرون الرائدون
ظهرت آثار نظرية المنظومات العالمية في سبعينيات القرن العشرين، وامتدت جذورها إلى علم الاجتماع، لكنها توسعت إلى مجال متداخل التخصصات بدرجة عالية. تهدف نظرية المنظومات العالمية إلى استبدال نظرية التحديث التي انتقدها واليرستاين لثلاثة أسباب: 
1. تركيزها على الدولة القومية كوحدة التحليل الوحيدة
2. افتراضها بوجود مسار وحيد للتنمية التطورية لجميع البلدان
3. تجاهلها للهياكل العابرة للحدود الوطنية التي تعوّق التنمية المحلية والوطنية.

ثمّة ثلاثة أسلاف رئيسة لنظرية المنظومات العالمية: مذهب الحوليات (آنال، بالفرنسية: Annales) والأعراف الماركسية، ونظرية التبعية. أثرت أعراف مذهب الحوليات (الذي مثله فرنان بروديل بشكل أساسي) على واليرستاين ما دفعه للتركيز على العمليات طويلة الأمد والمناطق الجغرافية البيئية كوحدة للتحليل. شددت الماركسية على علم اجتماع الصراع، وركّزت على عملية تراكم رأس المال والصراعات الطبقية الاجتماعية التنافسية، وركّزت أيضًا على جملة مجموعية هامة متمثلة بالطبيعة المؤقتة للنماذج الاجتماعية، والإحساس الجدلي بالحركة عبر الصراع والتناقض.
تأثرت كذلك نظرية المنظومات العالمية بشكل كبير بنظرية التبعية، وهي تفسير الماركسية الجديدة لعمليات التنمية.
تنشأ التأثيرات الأخرى على نظرية المنظومات العالمية من علماء باحثين أمثال كارل بولاني ونيكولاي كوندراتييف وجوزيف شومبيتر (لا سيّما أبحاثهم حول الدورات الاقتصادية ومفاهيم النماذج الأساسية الثلاثة للمنظمة الاقتصادية: النموذج التبادلي ونموذج إعادة التوزيع ونموذج السوق، التي أعاد واليرستاين صياغتها إلى مناقشة المنظومات المصغرة والإمبراطوريات العالمية والاقتصادات العالمية).
يرى واليرستاين أن نمو الاقتصاد العالمي الرأسمالي يؤثر سلبًا على نسبة كبيرة من سكان العالم، ويرى أيضًا الفترة منذ سبعينيات القرن العشرين على أنها «عصر الانتقال» الذي سوف يفسح المجال لمنظومة عالمية مستقبلية (أو منظومات عالمية) لا يمكن تحديد تكوينها مسبقًا.
من ضمن مفكري المنظومات العالمية أوليفر كوكس وسمير أمين وجيوفاني أريغي وأندريه غوندر فرانك وإيمانويل واليرستاين، بالإضافة إلى إسهامات كبيرة من قِبل كريستوفر تشيس–دن وبيفيرلي سيلفر وفولكر بورنشيار وجانيت أبو لُغد وتوماس دي. هال وكونيبيرت رافير وثيوتونيو دوس سانتوس وديل توميك وجيسون دبليو. مور وآخرون غيرهم. في علم الاجتماع ثمّة منظور بديل أساسي هو نظرية الدولة العالمية كما صاغها جون دبليو ماير.

### نظرية التبعية
يستند تحليل المنظومات العالمية إلى نظرية التبعية ولكنه يختلف أيضًا اختلافًا جوهريًا عنها. في الوقت الذي يقبل واليرستاين الفوارق العالمية والسوق العالمية والإمبريالية بوصفها سمات أساسية للرأسمالية التاريخية، فهو ينفصل بذلك عن المقترح الرئيس لنظرية التبعية التقليدية. بالنسبة إلى واليرستاين، ثمّة سببان أساسيان وراء عدم استغلال الدول المتقدمة للدول الفقيرة.
أولاً: يستغل الرأسماليون المتقدمون العمال في جميع مناطق الاقتصاد العالمي الرأسمالي (وليس فقط الهامشية منها)، وبالتالي فإن إعادة التوزيع الحاسمة بين الدول المتقدمة والهامشية هي القيمة الفائضة وليس «الثروة» أو «الموارد» التي يجري تصورها بشكل تجريدي. ثانياً: لا تستغل الدول المتقدمة الدول الفقيرة –كما تقترح نظرية التبعية– لأن الرأسمالية قائمة على التقسيم الإقليمي الداخلي والعابر للحدود الوطنية للعمالة عوضًا عن التقسيم الدولي.
خلال الثورة الصناعية على سبيل المثال استغل الرأسماليون الإنكليزيون العبيد (العمال غير الأحرار) في مناطق القطن في الجنوب الأمريكي، وهي منطقة هامشية داخل ولاية شبه هامشية في الولايات المتحدة.
من منظور فيبر الأوسع، وصف فرناندو أنريك كاردوسو المبادئ الأساسية لنظرية التبعية على النحو التالي:
- ثمّة تغلغل مالي وتقني في الدول الهامشية وشبه الهامشية من قبل الدول الرأسمالية المتقدمة.
- وهذا ينتج بنية اقتصادية غير متوازنة داخل المجتمعات الهامشية وبينها وبين الدول المتقدمة.
- وهذا يؤدي إلى قيود على النمو المستدام ذاتيا في الدول الهامشية.
- وهذا يساعد على ظهور أنماط محددة من العلاقات الطبقية.
- فهي تتطلب تعديلات في دور الدولة لضمان سير الاقتصاد والتعبير السياسي للمجتمع، والذي يتضمن في حد ذاته بؤرًا من عدم التوازن الهيكلي.[10]

تقترح نظرية التبعية والمنظومة العالمية أن سبب الفقر والتخلف في الدول الفقيرة يكمن في وضعها الهامشي في التقسيم الدولي للعمل. منذ تطور النظام العالمي الرأسمالي، ازداد التفاوت بين الأمم المتقدمة والهامشية. من خلال تحديد نمطًا ثلاثيًا لتقسيم العمالة، انتقد تحليل المنظومات العالمية نظرية التبعية مع نظامها ثنائي النمط المكون من الدول المتقدمة والهامشية فقط.

### أسئلة للبحث
تطرح نظرية المنظومات العالمية عدة تساؤلات أساسية:
- كيف تتأثر المنظومة العالمية بالتغييرات في مكوناتها (مثل الأمم والجماعات العرقية والطبقات الاجتماعية، وما إلى ذلك)؟[2]
- كيف تؤثر على مكوناتها؟[2]
- إلى أي درجة –إن وجدت– تحتاج الدول المتقدمة إلى أن تكون الدول الهامشية متخلفة؟ [2]
- ما الذي يسببه تغير المنظومات العالمية؟[2]
- ما هي المنظومة التي قد تستبدل الرأسمالية؟[2]

بعض الأسئلة تكون أكثر تحديدًا بالنسبة لمجالات فرعية محددة؛ على سبيل المثال، كان الماركسيون يهتمون بما إذا كانت نظرية المنظومات العالمية هي تنمية مفيدة أو غير مفيدة للنظريات الماركسية.

## الأهمية
يمكن أن تكون نظرية الأنظمة العالمية مفيدة في فهم تاريخ العالم ودوافع البلدان الأساسية للإمبريالية والتدخلات الأخرى مثل المساعدة الأمريكية في أعقاب الكوارث الطبيعية في بلدان أمريكا الوسطى النامية أو فرض أنظمة على دول أساسية أخرى. مع النظام المشترك بين الولايات باعتباره ثابتًا فإن القوة الاقتصادية النسبية للطبقات الثلاثة تشير إلى الاختلافات الداخلية التي تتزايد في الدول التي يبدو أنها تتطور. يجادل البعض بأن هذه النظرية، على الرغم من ذلك، تتجاهل الجهود المحلية للابتكار التي لا علاقة لها بالاقتصاد العالمي، مثل أنماط العمل المطبقة في مزارع السكر في منطقة البحر الكاريبي. يمكن إرجاع الموضوعات العالمية الحديثة الأخرى بسهولة إلى نظرية النظم العالمية.
مع تصاعد الحديث العالميّ عن تغير المناخ ومستقبل الشركات الصناعية، يمكن لنظرية النظم العالمية أن تساعد في تفسير إنشاء مجموعة G-77، وهي ائتلاف من 77 دولة هامشية وشبه محيطية تريد مقعدًا على طاولة مناقشة المناخ العالمي. تشكلت المجموعة عام 1964، لكنها تضم الآن أكثر من 130 عضوًا يدافعون عن اتخاذ قرارات متعددة الأطراف. منذ إنشائها، تعاون أعضاء مجموعة الـ 77 بهدفين رئيسيين: تقليل ضعفهم بناءً على الحجم النسبي للتأثير الاقتصادي، وتحسين نتائج التنمية الوطنية. استُخدمت نظرية الأنظمة العالمية لتتبع أضرار انبعاثات ثاني أكسيد الكربون لطبقة الأوزون. يمكن أن تؤثر مستويات الدخول الاقتصادي العالمي والمشاركة في الضرر الذي يلحقه بلد ما بالأرض. عمومًا، يمكن للعلماء وضع افتراضات حول انبعاثات ثاني أكسيد الكربون في بلد ما بناءً على الناتج المحلي الإجمالي، البلدان المصدرة الأعلى، والبلدان ذات الديون الكبيرة. على الرغم من أنه يجب إجراء المزيد من الأبحاث في هذا المجال، يمكن للعلماء تسمية العلامات الأساسية وشبه المحيطية والمحيطية كمؤشرات على كثافة ثاني أكسيد الكربون.
في مجال الصحة، أظهرت الدراسات تأثير البلدان الأقل تصنيعًا، والأطراف، وقبول الأطعمة والمشروبات المعبأة المحملة بالسكريات والمواد الحافظة. بينما تستفيد الدول الأساسية من إلقاء كميات كبيرة من الأطعمة الدهنية المصنعة في الدول الفقيرة، إذ سُجّلت زيادة في السمنة والحالات المزمنة ذات الصلة مثل مرض السكري وأمراض القلب المزمنة. بينما عُثر على بعض الجوانب النظرية لتحسين أزمة السمنة العالمية، يحدد نهج نظرية النظم العالمية الثغرات في التقدم.
يهيمن اقتصاد المعرفة والتمويل الآن على الصناعة في الدول الأساسية بينما تحول التصنيع إلى الدول شبه المحيطية. أصبحت التكنولوجيا عاملًا محددًا في وضع الدول في النواة أو شبه المحيطية مقابل المحيط.  تترك نظرية والرشتاين مجالًا للدول الفقيرة للانتقال إلى تنمية اقتصادية أفضل، لكنه يعترف أيضًا بأنه ستكون هناك دائمًا حاجة لدول الأطراف طالما أن هناك دولًا أساسية تستمد الموارد منها. كعلامة أخيرة للحداثة، يعترف والرشتاين بأن المدافعين هم قلب هذا النظام العالمي: الاستغلال ورفض قبول الاستغلال إما حتمي أو مجرد تناقض مستمر للعصر الحديث.